# Lenguas íbero-caucásicas
El término Ibero-caucásico fue propuesto por el lingüista georgiano Arnold Chikobava para unir las tres familias lingüísticas que son específicas del área del Cáucaso, llamadas:
- Lenguas caucásicas meridionales o kartvelianas, que son el grupo con mayor número de hablantes cercano actualmente a los 5 millones.
- Lenguas caucásicas noroccidentales también llamadas abjasio/adigea o circasianas, que es el grupo con menor número de hablantes con cerca de un millón de hablantes actualmente.
- Lenguas caucásicas nororientales, llamadas también Naj-Dagestaníes. Esta familia incluye las lenguas naj (bats, checheno, e Idioma ingusetio), que antiguamente se les clasificaba como la familia Caucásica nor-central. Con algo más de 3 millones de hablantes actualmente.

El grupo ibero-caucásico incluiría tres lenguas extintas: Idioma hatti, que estaba conectada según algunos lingüistas con la familia noroccidental o circasiana, el idioma hurrita y el idioma urartiano, que estaban conectadas con la familia del noreste (Naj-dagestaní). 
En conjunto, son unas lenguas que destacan por sus grandes y complejos grupos de sistemas de consonantes.

## Estatus de la hipótesis ibero-caucásica
Las afinidades entre las tres familias aún sigue en discusión, y no se ha aportado la evidencia necesaria para ganar aceptación general. Existen ciertas similitudes tipológicas entre las del noreste y noroeste, e incluso se ha editado algún trabajo de comparativo que trata de reconstruir el proto-caucásico septentrional, sin embargo, esta hipótesis aún resulta controvertida y algunos autores no están convencidos de la existencia de un parentesco real entre las lenguas caucásicas septentrionales.
Por otra parte, hay afinidades desconocidas entre el caucásico meridional y las lenguas del norte del Cáucaso, que no hay similitudes incluso en la profunda clasificación de J. Greenberg de las lenguas del mundo. De acuerdo a J. Greenberg y S. Stárostin las lenguas caucásicas meridionales serían parte de la macrofamilia nostrática, mientras que el resto de lenguas caucásicas serían parte de la macrofamilia dené-caucásica. Los ibero-caucásicos permanecen más a efectos de designación geográfica que de parentesco lingüístico.

### El nombre de la familia
El término "íbero" de esta familia proviene de la Iberia caucásica, un reino establecido en el este de Georgia que existió entre el siglo IV a. C. y el siglo V, y no tiene relación alguna con la península ibérica.

## Principales centros de investigación
- Instituto de Lingüística Chikobava de la Academia Georgiana de Ciencias (Tiflis).
- Departamento de caucasología de la Universidad de Jena (Alemania).
- Facultad de Filología de la Universidad Estatal de Tiflis (Tiflis).

## Posibles lenguas caucásicas antiguas
A veces se han relacionado con las lenguas caucásicas dos lenguas afines del antiguo Oriente Próximo: el hurrita, hablado por los hurritas en el este de Asia Menor, Armenia, Cilicia y varios lugares de Siria en el segundo milenio a. C., y el urarteo, la lengua de Urartu, probablemente en el actual Azerbaiyán iraní en el primer milenio a. C. Nairi y Turuk también podrían formar parte del grupo, pero la teoría sólo se basa en datos de posicionamiento geográfico.
Algunas hipótesis relacionan la civilización aragonesa, que desarrolló la artesanía del bronce en una fase muy temprana, con la cultura y las lenguas caucásicas.
Relación con otras familias lingüísticas
Se han formulado muchas hipótesis sobre la relación entre las distintas familias lingüísticas caucásicas, pero ninguna ha sido aún aceptada universalmente por los especialistas en la materia.
El euskera se ha asociado a menudo con las lenguas caucásicas debido a su ergatividad, un fenómeno poco frecuente en Europa; por ello, se ha postulado que se trata de un grupo lingüístico caucásico-euscario. Sin embargo, la ergatividad es una similitud tipológica, y se necesitan otros datos para establecer una relación genética entre las lenguas.
Michel Morvan, basándose en las similitudes léxicas, propone algunas comparaciones entre las lenguas vascas, caucásicas y dravídicas (por ejemplo, el vasco bizar, mitxar 'barba', que se encuentra en el caucásico con bisal 'id.' y en el dravídico con misal 'id.
La hipótesis dene-caucásica, muy controvertida, engloba las lenguas caucásicas del noroeste y del noreste, unidas en un grupo caucásico del norte (que a su vez no es universalmente aceptado), en una gran superfamilia dispersa por Eurasia y América del Norte, que incluiría también el euskera, el bourushaski, las lenguas sino-tibetanas, las lenguas ieniseas y las lenguas na-dene. Diversas variantes de esta teoría han sido apoyadas por Sergei Starostin, Sergei Nikolayev y John Bengtson, entre otros. Según la misma escuela lingüística, las lenguas kartvelianas pertenecen al hipotético grupo de las lenguas nostráticas, otra superfamilia cuya existencia no es unánimemente aceptada.

### Revistas
- The Yearbook of the Iberian-Caucasian Linguistics (Tiflis).
- Revue de Kartvelologie et Caucasologie (París).

### Libros
- Sergei Starostin, S. L. Nikoleyev. 1994. Diccionario etimológico del caucásico septentrional (en inglés)

### Artículos
- George Hewitt (2005): "North West Caucasian", Lingua 115 pp. 91-145.
- Helma van den Berg (2005): "The East Caucasian language family", Lingua 115 pp. 147-190.
- Winfried Boeder (2005): "The South Caucasian languages", Lingua 115 pp. 5-89.